# Tyrone May

a Compétitions nationales et continentales officielles uniquement.

b Matchs officiels uniquement.
Tyrone May, né le 21 juin 1996 à Blacktown (Australie), est un joueur de rugby à XIII australien d'origine samoane polyvalent puisqu'il a occupé des postes variés au cours de sa carrière - Demi d'ouverture, demi de mêlée, centre ou deuxième ligne - dans les années 2010 et 2020.
Il découvre la National Rugby League lors de la saison 2017 avec les Penrith Panthers et prend part à leur montée en puissance en NRL. Il dispute avec ces derniers la finale en 2020 puis remporte le titre de NRL en 2021 où May dispute à chaque fois à la finale. Toutefois, son comportement extra-sportif l'amène devant les tribunaux dès 2018 où il est condamné pour avoir filmé ses ébats sexuels avec des filles rencontrées sur Tinder et de les avoir mis en ligne sur des sites pornographiques, il est alors suspendu de pratique de rugby  à XIII en NRL. Par la suite, il est contraint en raison de propos provocateurs sur les réseaux sociaux à rejoindre une équipe étrangère, il choisit alors de signer pour les Dragons Catalans en 2022.

## Biographie
Tyrone May naît dans l'agglomération de Sydney à Blacktown, issu d'une famille d'origine samoane. Il pratique le rugby à XIII dès son plus jeune à travers le club des « Minchinbury Jets » dans la banlieue de Penrith et intègre la formation des Penrith Panthersdont l'équipe senior dispute la National Rugby League. Son jeune frère, Taylan May (né en 2001), pratique également le rugby à XIII au niveau professionnel au sein de Penrith Panthers.
Tyrone May dispute son premier match de National Rugby League le 14 juillet 2017 contre les New Zealand Warriors avec une victoire 34-22, y marquant également son premier essai à cette occasion. Titularisé au poste de demi de mêlée lors de la première saison en 2017, May devient ce qu'on nomme un « Utility Player » c'est-à-dire polyvalent, il n'est pas cantonné dans un poste et peut donc jouer indifférent au poste de demi d'ouverture, de demi de mêlée, de centre ou de deuxième ligne.
Alors qu'il devient un joueur incontournable du club de Penrith qui petit à petit de vient un club à succès de NRL, Tyrone May connaît de nombreux déboires extra-sportifs qui entachent sa progression et nuit à sa carrière. Il rate ainsi toute la saison 2019 à la suite de son inculpation pour avoir filmé et diffusé ses ébats sexuels sans le consentement et l'autorisation d'une partenaire rencontrée sur Tinder, puis d'une seconde fille avec laquelle il a eu des ébats sexuels avec trois autres hommes. Ces vidéos ont notamment été diffusées entre autres sur Pornhub. Plaisant coupable, il évite la prison en début janvier 2020 mais est condamné à 300 heures de travaux d'intérêt général et trois années de mise à l'épreuve, le magistrat déclarant à l'attention de May que « Ce n'est pas un comportement seulement moralement répréhensible, c'est criminel ». Il reprend pleinement sa place au sein de Penrith en 2020 et participe à la finale de NRL 2020, Penrith perd la rencontre 20-26 contre le Melbourne Storm. Son club de Penrith retrouve la finale en 2021 et remporte cette fois-ci le trophée 14-12 contre South Sydney dont Tyrone May est l'un des acteurs. Ce dernier poste alors des messages sur les réseaux sociaux provocateur amenant de violentes réactions à ces propos et en lui rappelant ses déboires judiciaires. Il efface ses propos mais le club de Penrith décide de licencier le joueur avec effet immédiat.
Il rebondit deux semaines plus tard en signant pour le club français des Dragons Catalans.

## Palmarès
- Collectif :
  - Vainqueur de la National Rugby League : 2021 (Penrith).
  - Vainqueur de la National Rugby League des moins de vingt ans : 2015 (Penrith).
  - Finaliste de la Coupe du monde : 2021 (Samoa).
  - Finaliste de la National Rugby League : 2020 (Penrith).
- Collectif :
  - Finaliste de la Super League : 2023 (Dragons Catalans) et 2024 (Hull KR).
  - Finaliste de la National Rugby League des moins de vingt ans : 2016 (Penrith).

- Individuel :
  - Nommé dans l'équipe type de la National Rugby League des moins de vingt ans : 2016 (Penrith).

### Détails en sélection
| 1. | 23 juin 2018    | Tonga      | 38-22 | Amical         | Demi d'ouverture | 4 | 1 | - | - |
| 2. | 15 octobre 2022 | Angleterre | 6-60  | Coupe du monde | Remplaçant       | - | - | - | - |

### Détails

#### En club
| Saison | Club             | Compétition           | Matchs | Points | Essais | Buts | Drop |
| ------ | ---------------- | --------------------- | ------ | ------ | ------ | ---- | ---- |
| 2017   | Penrith Panthers | National Rugby League | 9      | 20     | 4      | -    | -    |
| 2018   | Penrith Panthers | National Rugby League | 10     | 4      | 1      | -    | -    |
| 2019   | Penrith Panthers | National Rugby League | -      | -      | -      | -    | -    |
| 2020   | Penrith Panthers | National Rugby League | 16     | 4      | 1      | -    | -    |
| 2021   | Penrith Panthers | National Rugby League | 21     | 12     | 3      | -    | -    |
| 2022   | Dragons Catalans | Super League          | 23     | 16     | 3      | 2    | -    |
| 2022   | Dragons Catalans | Coupe d'Angleterre    | 2      | 4      | 1      | -    | -    |
| 2023   | Dragons Catalans | Super League          | 3      | -      | -      | -    | -    |